# Колон, Джозеф
Джозеф Дэниел Колон (англ. Joseph Daniel Colon; 22 января 1991 год, Айова, США) — американский борец вольного стиля, призёр чемпионата мира 2018 года.

## Биография
Родился в семье Роберта и Марии Колон 22 января 1991 года. Имеет трех братьев — Дасти, Джейкоба и Джереми. Первых значимых успехов в борьбе достиг, став двукратным чемпионом школы Клир Лейк, штат Айова. Несколько раз выступал в турнирах, проводимых Национальный ассоциацией студенческого спорта, где высшим его достижением стала бронзовая медаль в 2014 году. В 2015 году участвовал в отборе в национальную сборную США в весе до 57 кг, но стал только вторым. В 2018 году сумел пробиться в состав национальной команды и достичь успеха на международной арене, выиграв бронзовую медаль чемпионата мира в Будапеште.

## Достижения
- Чемпионат мира по борьбе (Будапешт, 2018) — ;
- Панамериканский чемпионат (Лима, 2018) — ;
- Турнир «Гранма — Сьера Пеладо» (Гавана, 2015) — ;
- Национальная ассоциация студенческого спорта (I дивизион) (2014) — ;